# Newpharma
Newpharma est une pharmacie en ligne belge créée en 2008. Elle vend des médicaments non soumis à prescription médicale (OTC) et des produits de parapharmacie (cosmétiques, crèmes solaires, vitamines…). 54 % des ventes sont réalisées en Belgique, 30 % en France, 10 % aux Pays-Bas, 5 % en Allemagne et 1 % dans les autres pays desservis par Newpharma.

## Histoire
En 2008,  Laurent Detry (pharmacien) et Olivier Mallue (spécialiste internet) s’associent pour lancer la première pharmacie en ligne en Belgique. Le site Internet de Newpharma est lancé en octobre 2008 et ne comprend à l'époque que des produits de parapharmacie. Cette création est réalisée dans le but d’anticiper la vente en ligne de médicaments non soumis à prescription médicale. 
Le 21 janvier 2009, un arrêté royal permettant de vendre en ligne les médicaments OTC a été publié au Moniteur Belge. Cet arrêté spécifie que seuls les professionnels exerçant dans une pharmacie réglementée et ouverte au public peuvent vendre sur Internet. Le site Newpharma est donc rattaché à une officine publique située à Liège. Cet arrêté a permis à Newpharma de vendre des médicaments OTC et des produits de parapharmacie. 

## Controverses
Dès le lancement du site Internet Newpharma, le projet a suscité de vives réactions notamment de la part de l'Association Pharmaceutique Belge (APB). L’APB s’inquiète du risque d’automédication et de surconsommation de certains produits (par exemple, les antidouleurs qui peuvent être nocifs pour la santé). 
Cependant, la société a mis en place un grand nombre de dispositifs de contrôles liés aux médicaments et à l’historique médical du patient dans le but de réduire les dangers liés à l’automédication. Les médicaments sont ainsi préparés, contrôlés, fermés et livrés depuis l’officine physique. Un pré-contrôle automatisé suivi de plusieurs contrôles supplémentaires effectués par un pharmacien est réalisé afin de minimiser les risques et d’assurer aux patients une délivrance des médicaments la plus sécurisée possible.